# 象牙树
象牙树（学名：Diospyros ferrea），常綠小喬木， 株高可達5~6公尺，为柿科柿属下的一个种。象牙樹曾是臺灣特有種，但約於1870年時由人工栽植於東南亞，現分布於臺灣、印度、琉球、馬來西亞四個地區。

## 生長環境
象牙樹大多生長在沿海地區，可忍受鹽質土壤，耐強風、乾旱，可用作防風林，喜好年均溫約21~25℃。

## 用途
象牙樹木材呈黑色，生長緩慢，堅重致密，磨之有光澤，用途和烏木類似，為珍貴的木材之一，可作小用具、手杖等。木材深埋地下日久，漸起化石作用，質地更加堅重，顏色也更暗，即“陰沉木”的一種，是庭園美化、盆景之優良樹種。

## 繁殖
繁殖以扦插和播種爲主，扦插法用技插或芽葉插，極易生根，一年四季均可扦插。冬季扞插溫度需保持在10℃以上，約1~2個月可生根；夏季扦插則僅需2～3周。

## 扩展阅读
- 維基物種上的相關：象牙树